# Henrique Aparecido de Lima
Henrique Aparecido de Lima, C.Ss.R. (Toledo, 28 de Julho de 1964) é um bispo católico brasileiro, Bispo da Diocese de Dourados.

## Biografia
Henrique Aparecido de Lima, nasceu em 28 de julho de 1964, no município de Toledo, no oeste do Paraná. É filho de Manoel Catarino de Lima e Sebastiana Onofre Lima. Na juventude, ingressou no Seminário de Santo Afonso da Congregação do Santíssimo Redentor. Em maio de 1999 emitiu os votos solenes, sendo ordenado sacerdote em 21 de novembro do mesmo ano. Ainda em 1999 formou-se em teologia.
Em sua trajetória no sacerdócio, atuou na paróquia redentorista de Ponta Porã e pároco de Aquidauana, no Mato Grosso do Sul. Durante seis anos foi membro do Conselho de Consultores Diocesanos de Jardim e administrador diocesano de 2007 a 2008. No ano de 2007, foi eleito vigário da província e em outro de 2014, assumiu como provincial dos redentoristas de Campo Grande. Foi ainda, de 2009 a 2014, pároco da Paróquia Nossa Senhora de Fátima, em Telêmaco Borba, no Paraná.

## Episcopado
No dia 21 de outubro de 2015 foi nomeado bispo de Dourados pelo Papa Francisco.